# Air Antwerp
Air Antwerp war eine belgische Fluggesellschaft mit Sitz und Basis auf dem Flughafen Antwerpen. Anteilseigner waren Cityjet mit 75 % und KLM Royal Dutch Airlines mit 25 %.

## Geschichte
Air Antwerp wurde am 13. Mai 2019 gegründet. Im Juli 2019 wurde mit einer 30 Jahre alten Fokker 50 (OO-VLS) das erste Flugzeug übernommen. Am 9. August 2019 bestätigte Air Antwerp den Erhalt des Air Operator Certificate (AOC). Der Erstflug fand am 9. September 2019 statt und führte zum London City Airport. Die Strecke wurde im Codesharing mit KLM bedient. Air Antwerp stellte Vizion Air seit September 2020 eine Fokker 50 für Charterflüge zur Verfügung.
Am 11. Juni 2021 stellte die Fluggesellschaft ihren Betrieb ein.

## Flotte
Mit Stand November 2020 bestand die Flotte der Air Antwerp aus einem Flugzeug mit einem Alter von 30,9 Jahren:
| Flugzeugtyp | Anzahl | bestellt | Anmerkungen                  | Sitzplätze |
| ----------- | ------ | -------- | ---------------------------- | ---------- |
| Fokker 50   | 1      |          | inaktiv; Taufname „Pagadder“ | 50         |
| Gesamt      | 1      | —        |                              |            |